# جيورجي يارتسيف
جيورجي يارتسيف (بالروسية: Георгий Александрович Ярцев)‏، من مواليد 11 أبريل 1948 في روسيا، لاعب كرة قدم سوفييتي سابق، ومدرب كرة قدم روسي.
درب منتخب روسيا لكرة القدم.

## روابط خارجية
- جيورجي يارتسيف على موقع قاعدة بيانات كرة القدم.إي يو (الإنجليزية)
- جيورجي يارتسيف على موقع ناشيونال فوتبول تيمز (الإنجليزية)